# ولفگانگ بکر (تدوین‌گر)
ولفگانگ بکر (انگلیسی: Wolfgang Becker؛ ۱۵ مه ۱۹۱۰ – ۲۰ ژانویه ۲۰۰۵) تدوین‌گر و کارگردان اهل آلمان بود.
وی تدوین‌گر فیلم‌هایی همچون عشق بزرگ و کوچک، طلا و عشق، مرگ و شیطان بوده‌است.